# Katherine Jenkins

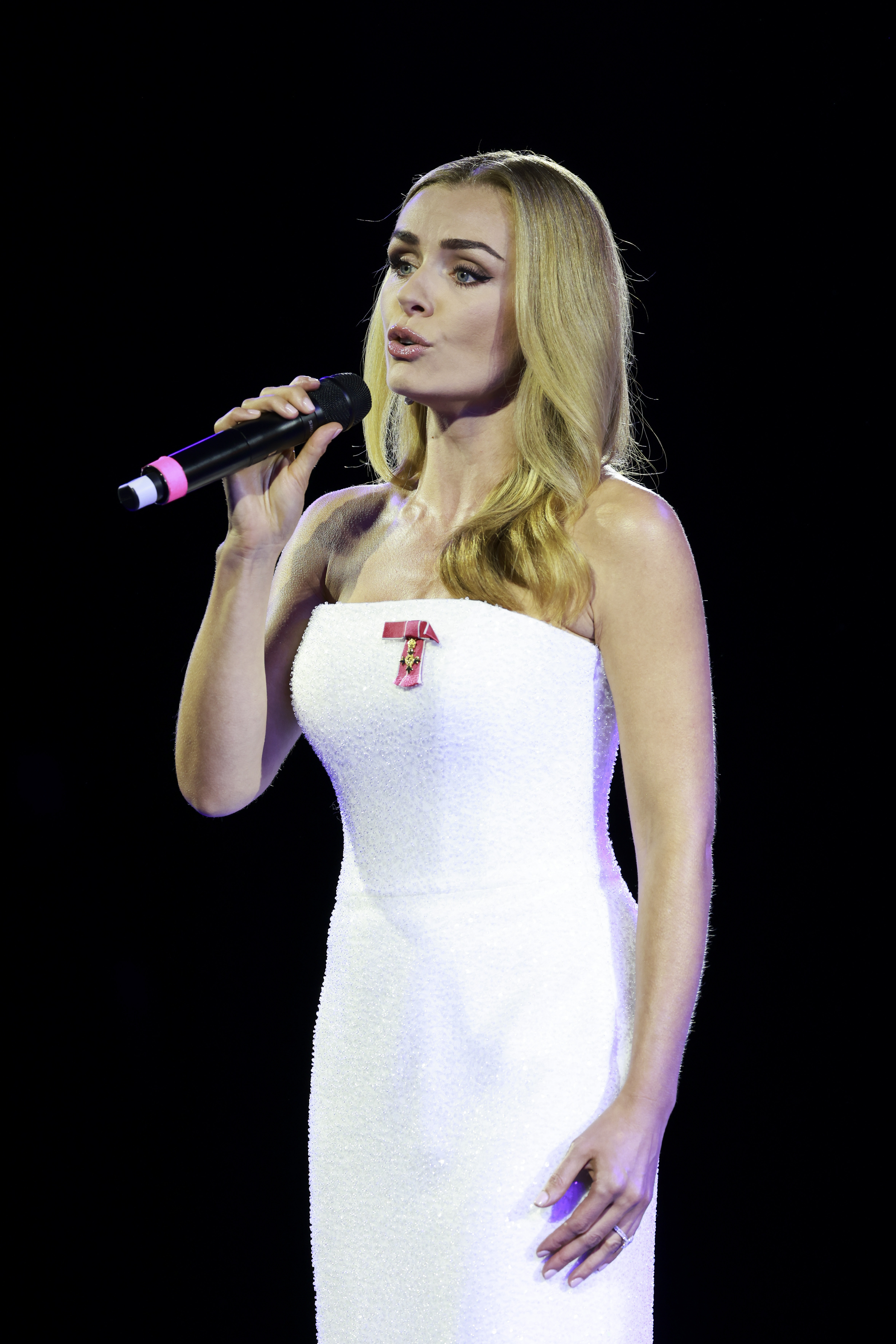
Katherine Jenkins (2022)

Katherine Jenkins, OBE (* 29. Juni 1980 in Neath, Wales) ist eine walisische Mezzosopranistin.

## Karriere
Im Alter von 23 Jahren unterzeichnete sie 2004 den bislang höchstdotierten Plattenvertrag der Klassischen Musik Großbritanniens, der eine nicht genauer bekannt gegebene siebenstellige Summe umfasste.
2005 trug Jenkins erstmals öffentlich vor dem Rugby-Union-Spiel der British and Irish Lions gegen Argentinien im Millennium Stadium in Cardiff die Hymne The Power of Four vor.
Sie trat auf der Berliner Bühne von Live 8 im Jahr 2005 mit dem Titel Amazing Grace auf. Es handelte sich hierbei in der ersten Hälfte um ein Gesangssolo und beim restlichen Teil wurde sie von einem einzelnen, dezent gespielten Klavier unterstützt.
Bei der Last Night of the Proms 2011 trat sie mit And This Is My Beloved aus dem Musical Kismet auf.
2010 übernahm sie eine Rolle im Weihnachtsspecial „A Christmas Carol“ der britischen Science-Fiction-Fernsehserie Doctor Who.
Im Jahr 2016 wurde Jenkins von der English National Opera für das Musical Carousel gecastet, wo sie von April bis Mai 2017 zu sehen war. Dies führte zu teils empörten Reaktionen von Opernfans.
Im Februar 2020 erreichte Jenkins im Finale der ersten Staffel der britischen Ausgabe von The Masked Singer als Octopus den dritten Platz.

## Preise und Auszeichnungen

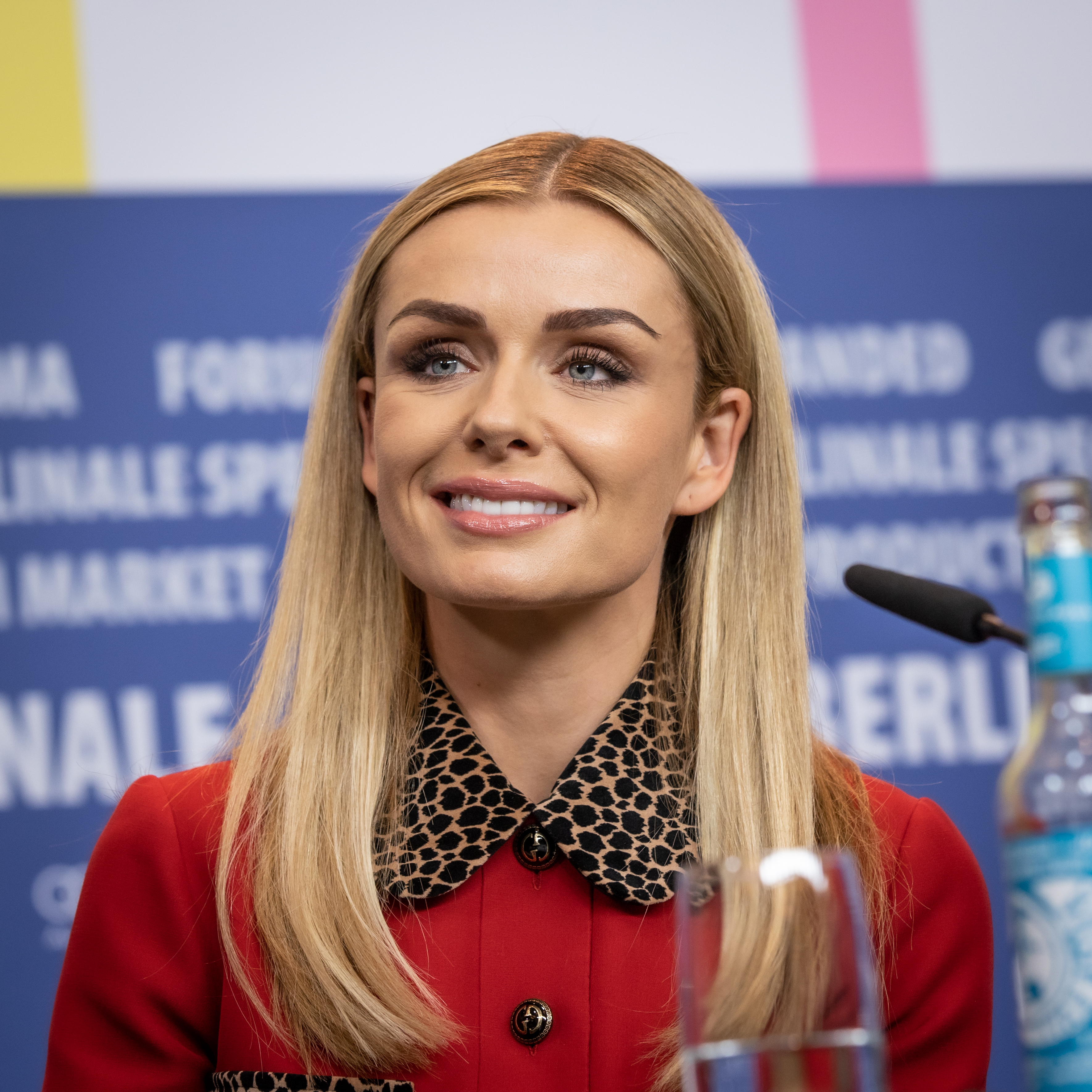
Katherine Jenkins (2020)

Jenkins Album Second Nature wurde zum Album des Jahres bei den Classical BRIT Awards am 25. Mai 2005 ernannt. Dieser Preis wird von den Hörern von Classic FM vergeben.
Im Jahr 2014 wurde sie zum Officer des Order of the British Empire ernannt.

## Familie
Katherine Jenkins ist seit 2014 mit dem amerikanischen Künstler Andrew Levitas verheiratet und Mutter einer 2015 geborenen Tochter.

## Diskografie

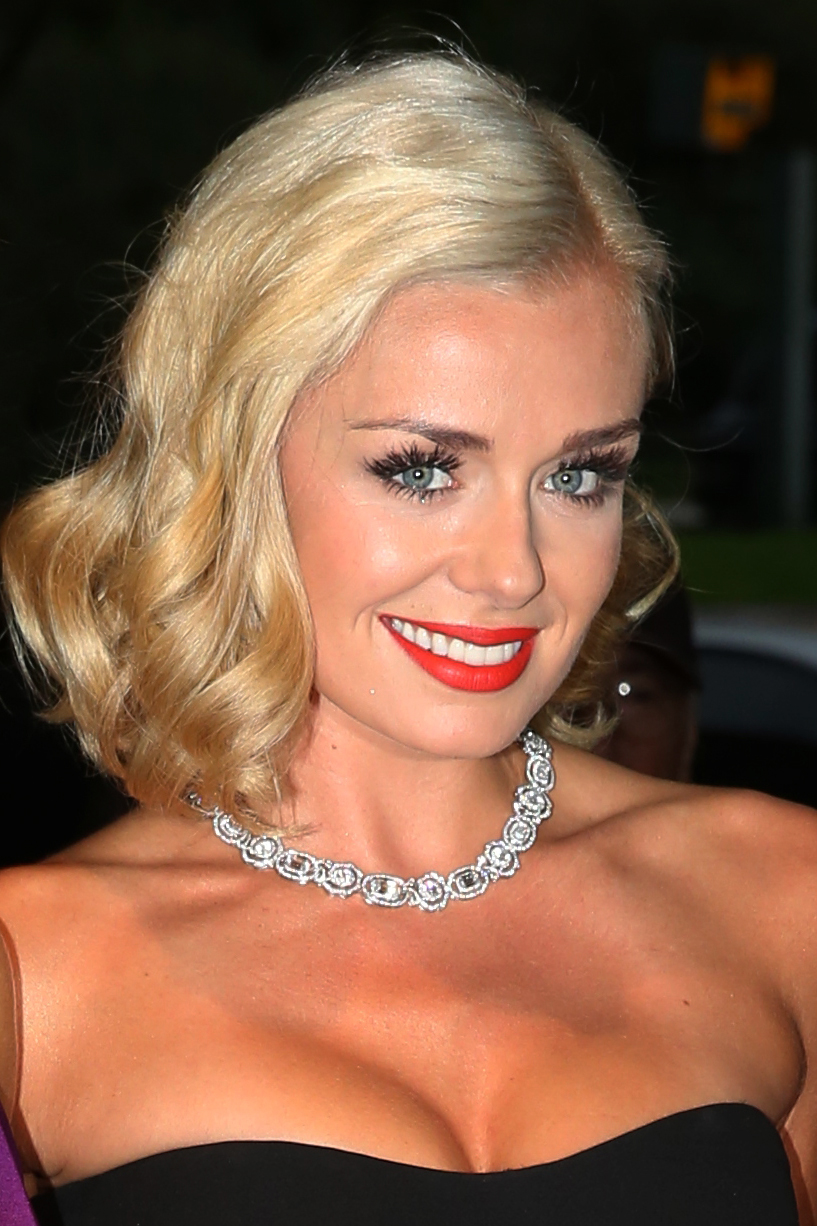
Katherine Jenkins (2013)

### Alben
| Jahr | Titel                     | Höchstplatzierung, Gesamtwochen, AuszeichnungChartplatzierungen (Jahr, Titel, Platzierungen, Wochen, Auszeichnungen, Anmerkungen) | Höchstplatzierung, Gesamtwochen, AuszeichnungChartplatzierungen (Jahr, Titel, Platzierungen, Wochen, Auszeichnungen, Anmerkungen) | Höchstplatzierung, Gesamtwochen, AuszeichnungChartplatzierungen (Jahr, Titel, Platzierungen, Wochen, Auszeichnungen, Anmerkungen) | Höchstplatzierung, Gesamtwochen, AuszeichnungChartplatzierungen (Jahr, Titel, Platzierungen, Wochen, Auszeichnungen, Anmerkungen) | Höchstplatzierung, Gesamtwochen, AuszeichnungChartplatzierungen (Jahr, Titel, Platzierungen, Wochen, Auszeichnungen, Anmerkungen) | Anmerkungen                                                                        |
| Jahr | Titel                     | DE | AT | CH | UK | US | Anmerkungen                                                                        |
| ---- | ------------------------- | --- | --- | --- | --- | --- | ---------------------------------------------------------------------------------- |
| 2004 | Premiere                  | — | — | — | UK31 Gold · (5 Wo.)UK | — |                                                                                    |
| 2004 | Second Nature             | — | — | — | UK16 Platin · (29 Wo.)UK | — | US-Version 2005 unter dem Titel La Diva veröffentlicht                             |
| 2005 | Living a Dream            | — | — | — | UK4 Platin · (16 Wo.)UK | — |                                                                                    |
| 2006 | Serenade                  | — | — | — | UK5 Platin · (20 Wo.)UK | — |                                                                                    |
| 2007 | Rejoice                   | — | — | — | UK3 Platin · (12 Wo.)UK | — |                                                                                    |
| 2008 | Sacred Arias              | — | — | — | UK5 Gold · (12 Wo.)UK | — | Erstveröffentlichung: 20. Oktober 2008                                             |
| 2009 | Serenade – Deluxe Edition | — | — | — | UK36 (2 Wo.)UK | — |                                                                                    |
| 2009 | Believe                   | DE10 (23 Wo.)DE | AT23 (4 Wo.)AT | CH35 (11 Wo.)CH | UK6 Platin · (20 Wo.)UK | — | Erstveröffentlichung: 26. Oktober 2009                                             |
| 2009 | The Ultimate Collection   | DE91 (1 Wo.)DE | — | — | UK9 Platin · (16 Wo.)UK | — | Erstveröffentlichung: 2. November 2009                                             |
| 2011 | One Fine Day              | — | — | — | UK17 Silber · (6 Wo.)UK | — | Erstveröffentlichung: 30. September 2011                                           |
| 2011 | Daydream                  | — | — | — | UK6 Silber · (10 Wo.)UK | — | Erstveröffentlichung: 10. Oktober 2011                                             |
| 2012 | This Is Christmas         | — | — | — | UK26 Gold · (5 Wo.)UK | US110 (6 Wo.)US | Erstveröffentlichung: 30. Oktober 2012                                             |
| 2014 | Home Sweet Home           | — | — | — | UK10 Silber · (9 Wo.)UK | — | Erstveröffentlichung: 17. November 2014                                            |
| 2014 | Katherine Jenkins         | DE66 (3 Wo.)DE | — | — | — | — |                                                                                    |
| 2015 | The Platinum Collection   | — | — | — | UK98 (1 Wo.)UK | — |                                                                                    |
| 2016 | Celebration               | — | — | — | UK7 (6 Wo.)UK | — | Erstveröffentlichung: 22. April 2016                                               |
| 2018 | Guiding Light             | — | — | — | UK17 Silber · (7 Wo.)UK | — | Erstveröffentlichung: 30. November 2018                                            |
| 2020 | Cinema Paradiso           | — | — | — | UK3 (3 Wo.)UK | — | Erstveröffentlichung: 3. Juli 2020                                                 |
| 2020 | Christmas Spectacular     | — | — | — | UK36 (1 Wo.)UK | — | Erstveröffentlichung: 7. Dezember 2020 Weihnachtsliveshow in der Royal Albert Hall |

Weitere Alben
- 2011: Sweetest Love
- 2012: Best of British

### Singles
| Jahr | Titel Album                 | Höchstplatzierung, Gesamtwochen, AuszeichnungChartplatzierungen (Jahr, Titel, Album, Platzierungen, Wochen, Auszeichnungen, Anmerkungen) | Höchstplatzierung, Gesamtwochen, AuszeichnungChartplatzierungen (Jahr, Titel, Album, Platzierungen, Wochen, Auszeichnungen, Anmerkungen) | Anmerkungen                               |
| Jahr | Titel Album                 | DE | UK | Anmerkungen                               |
| ---- | --------------------------- | --- | --- | ----------------------------------------- |
| 2005 | Time to Say Goodbye –       | — | UK76 (2 Wo.)UK |                                           |
| 2006 | Green Green Grass of Home – | — | UK62 (2 Wo.)UK |                                           |
| 2009 | Bring Me to Life –          | DE46 (5 Wo.)DE | UK74 (1 Wo.)UK | Original von Evanescence feat. Paul McCoy |
| 2020 | We’ll Meet Again –          | — | UK72 (2 Wo.)UK | Katherine Jenkins & Vera Lynn             |

### Videoalben
| Jahr | Titel                 | Höchstplatzierung, Gesamtwochen, AuszeichnungChartsChartplatzierungen (Jahr, Titel, Platzierungen, Wochen, Auszeichnungen, Anmerkungen) | Anmerkungen |
| Jahr | Titel                 | UK | Anmerkungen |
| ---- | --------------------- | --- | ----------- |
| 2020 | Christmas Spectacular | UK1 (25 Wo.)UK |             |

Weitere Videoalben
- 2006: Live at Llangollen (UK: Gold)
- 2006: Katherine in the Park (UK: Gold)
- 2013: Viva La Diva – Live – O2 Arena London (UK: Platin)

## Auszeichnungen für Musikverkäufe
| Goldene Schallplatte - Argentinien - 2010: für das Album Believe - Neuseeland - 2006: für das Album Living a Dream - 2008: für das Videoalbum Live at Llangollen | Platin-Schallplatte - Irland - 2011: für das Album Believe |

Anmerkung: Auszeichnungen in Ländern aus den Charttabellen bzw. Chartboxen sind in ebendiesen zu finden.
| Land/RegionAuszeichnungen für Musikverkäufe (Land/Region, Auszeichnungen, Verkäufe, Quellen) | Silber     | Gold     | Platin     | Verkäufe  | Quellen                                     |
| -------------------------------------------------------------------------------------------- | ---------- | -------- | ---------- | --------- | ------------------------------------------- |
| Argentinien (CAPIF)                                                                          | —          | Gold1    | —          | 20.000    | capif.org.ar                                |
| Irland (IRMA)                                                                                | —          | —        | Platin1    | 15.000    | irishcharts.ie                              |
| Neuseeland (RMNZ)                                                                            | —          | 2× Gold2 | —          | 10.000    | aotearoamusiccharts.co.nz radioscope.net.nz |
| Vereinigtes Königreich (BPI)                                                                 | 4× Silber4 | 5× Gold5 | 7× Platin7 | 4.240.000 | bpi.co.uk                                   |
| Insgesamt                                                                                    | 4× Silber4 | 8× Gold8 | 8× Platin8 |           |                                             |